# Pepa Rus
Josefa «Pepa» Rus (Chiclana de la Frontera, (Cádiz), 6 de octubre de 1985) es una actriz, humorista y cantante española conocida por haber interpretado el papel de Inmaculada "Macu" Colmenero en la serie española Aída.

## Carrera
A mediados de 2007, se incorporó al elenco secundario de la serie Aída, interpretando el papel de Inmaculada «Macu» Colmenero, la joven sobrina de Mauricio, siendo este su debut televisivo. Respecto a esto, Rus comentó: «Me llegó por sorpresa. Me enteré en el autobús cuando iba para Sevilla para ver a mi familia. Me dediqué a ver todos los capítulos de 7 vidas y las primeras temporadas de Aída».
Posteriormente, desde 2008 hasta la finalización de la serie en 2010, protagonizó el papel de Berta, una chica recién llegada a la ciudad, en la serie Maitena: Estados alterados. En 2013, hizo su debut cinematográfico, interpretando a Pepi en la película La mula, donde compartió escenario con Mario Casas, María Valverde y Secun de la Rosa.
En 2015, fichó por la serie Gym Tony, donde interpretó a Secundina «Secun» García, una vecina muy quejicosa que vive encima del gimnasio y que, continuamente, amenaza a Tony con denunciarle.Además, cabe destacar la frase que popularizó su personaje: “Esto no me parece ni medio normal”. En 2017 volvió a interpretar a Secundina García en el spin-off de Gym Tony; Gym Tony LC. Ese mismo año apareció en varios capítulos de la serie Tiempos de guerra de Antena 3.
En teatro ha intervenido en las obras Insolación (2015) y A media luz los tres (2016), de Miguel Mihura.
Desde 2017 aparece esporádicamente desde la décima temporada de La que se avecina interpretando a Clara, prima del personaje de Miren Ibarguren con la que también coincidió en Aída. Apareció en la undécima temporada y actualmente, también aparece en la duodécima.
En 2019 hace una pequeña aparición en la segunda temporada de Pequeñas coincidencias.
Entre 2022 y 2023 formó parte del elenco principal de la 11ª temporada de Amar es para siempre en el papel de Rocío Morón.

## Filmografía

### Cine
| Películas | Películas | Películas     | Películas        |
| Año       | Título    | Papel         | Notas            |
| --------- | --------- | ------------- | ---------------- |
| 2013      | La mula   | Josefa «Pepi» | Papel secundario |

### Televisión
| Año         | Serie                      | Personaje                          |
| ----------- | -------------------------- | ---------------------------------- |
| 2007 - 2014 | Aída                       | Inmaculada «Macu» García Colmenero |
| 2008 - 2010 | Maitena: Estados alterados | Berta                              |
| 2013        | El tiempo entre costuras   | Francisca «Paquita»                |
| 2015 - 2016 | Gym Tony                   | Secundina «Secun» García           |
| 2016        | Lo que escondían sus ojos  | Matilde                            |
| 2017        | Gym Tony LC                | Secundina «Secun» García           |
| 2017        | Tiempos de guerra          | Gloria Montellano                  |
| 2017 - 2022 | La que se avecina          | Clara Gutiérrez Carrascosa         |
| 2020        | Pequeñas coincidencias     | Carolina                           |
| 2020        | Veneno                     | Cuñada de Valeria                  |
| 2022 - 2023 | Amar es para siempre       | Rocío Morón Rus                    |
| 2024        | En fin                     | Manoli                             |

### Programas de televisión
| Año        | Programa                        | Notas                         |
| ---------- | ------------------------------- | ----------------------------- |
| 2011       | El club de la comedia           | Invitada                      |
| 2015; 2017 | Me resbala                      | Invitada                      |
| 2015       | Los Gipsy Kings                 | Invitada                      |
| 2017       | El gran reto musical            | Invitada                      |
| 2017       | MasterChef Celebrity            | Invitada                      |
| 2023       | Tu cara me suenaː Gala de Reyes | Concursante - 5.ª clasificada |

### Teatro
| Obras     | Obras                | Obras     | Obras |
| Año       | Título               | Papel     |       |
| --------- | -------------------- | --------- | ----- |
| 2016      | A media luz los tres | -         |       |
| 2015-2016 | Insolación           | -         |       |
| 2017      | Un chico de revista  | -         |       |
| 2017-2018 | El curso de tu vida  | Directora |       |
| 2018      | La encrucijá         | Directora |       |
| 2019-2020 | Me gusta cómo eres   |           |       |
| 2021      | Viva la Pepa         |           |       |
| 2024      | Los tacones de papá  |           |       |

## Discografía
Sencillos
- 2011: «Lore, Lore, Macu, Macu»

## Videoclips
- 2011: «Lore, Lore, Macu, Macu»
- 2019: «Vacío» de Rosa López